# Heads Will Roll (мініальбом Меріон Райвен)
Heads Will Roll — перший мініальбом норвезької співачки Меріон Райвен, який вийшов 31 жовтня 2006 року. Всі пісні були написані Меріон у співпраці з численними виконавцями, включаючи Ніккі Сікса (Mötley Crüe), Скотта Стівенса і Фредді Еррера (The Exies), Кіта Нельсона, Ксав'є Мюріель (Buckcherry) та Рейна Майда (Our Lady Peace). Мініальбом був доступний для завантаження в iTunes, в той час, як друкований екземпляр вийшов суто в США.
Головна композиція мініальбому — «Heads Will Roll» є перезаписанною версією тієї ж пісні, яка раніше вийшла в 2005 році на міжнародному альбомі Меріон Here I Am. Нова версія, вироблена і змішана Джеймсом Майклом, видаляє різні звукові ефекти, що використовувалися для приглушення голосу Меріон Райвен, і Скотт Стівенс забезпечує резервний вокал. «Heads Will Roll» — це результат співпраці співачки з Ніккі Сіксос та Джеймсом Майколом.

## Список композицій
| #  | Назва                                | Автор                                        | Тривалість |
| -- | ------------------------------------ | -------------------------------------------- | ---------- |
| 1. | «Spit You Out»                       | Marion Raven, DJ Ashba                       | 4:37       |
| 2. | «Heads Will Roll»                    | Marion Raven, Nikki Sixx, James Michael      | 3:18       |
| 3. | «All I Wanna Do Is You»              | Marion Raven, Keith Nelson                   | 3:09       |
| 4. | «13 Days»                            | Marion Raven, Chantal Kreviazuk, Raine Maida | 3:07       |
| 5. | «Good 4 Sex»                         | Marion Raven, Desmond Child                  | 3:41       |
| 6. | «Let Me Introduce Myself» (Acoustic) | Marion Raven                                 | 3:15       |

## Сприйняття
Відгуки про мініальбом були в цілому позитивними. IGN заявив: «Вокал Райвен не розкритикуєш, оскільки у неї досить сильний голос, щоб зробити її гідною уваги». Ніккі Сікс також похвалив співачку, він сказав: «Я писав з такими артистами, як Йозі Скоттом із групи Saliva, з Мітом Лоуфом та Вінсом Нілом, але Меріон — найталановитіший новий виконавець, з яким я створював музику».

## Цікаві факти
«Let Me Introduce Myself» — це пісня написана для нової подруги екс-бойфренда Меріон. Вон має три версії — музичну версію і дві акустичні, в неї входить зведена версія її дебютного альбому Here I Am, друга версія якої представлена в першому міні-альбомі та містить деякі явні підтексти, а друга і цензурна акустична версія з'являється в альбомі Set Me Free як прихований трек, після «All I Wanna Do Is You». Акустична версія також містить інтро для пісні. В інтерв'ю співачка сказала, що музична версія, яку виконує гурт, не відображає суть того, про що йдеться.